# Julian Krzewicki
Julian Krzewicki (ur. 16 lipca 1910 w Rudniku nad Sanem, zm. 11 sierpnia 1987 w Gorlicach) – major piechoty Wojska Polskiego, uczestnik kampanii wrześniowej i dowódca kilku jednostek Armii Krajowej.

## Biogram

### Do wybuchu II wojny światowej
Jego matką była Waleria z domu Gazda, córka Edwarda i Anieli z Koszałków. Ojciec Józef, syn Szczepana i Marianny z Olejów – w czasie I wojny światowej służył jako feldfebel w armii austriackiej w wojskach kolejowych na froncie bałkańskim. Następnie był naczelnikiem kancelarii starostwa w Radzyniu, dyrektorem Prasko-Rudnickiej Fabryki Koszykarskiej i burmistrzem miasta Rudnik nad Sanem. Julian był najstarszym z czworga rodzeństwa: siostra Stanisława (Piasecka), druga siostra Jadwiga (Trojnar), brat Jerzy (student Akademii Handlowej w Krakowie, żołnierz Armii Krajowej – zginął od bomby niemieckiej w 1944 r. przed domem w Rudniku).
Julian ukończył w 1931 r. Gimnazjum im. ks. Stanisława Konarskiego w Rzeszowie i wstąpił do Szkoły Podchorążych Piechoty w Komorowie-Ostrowi Mazowieckiej. 4 sierpnia 1934 r. Prezydent RP mianował go podporucznikiem ze starszeństwem z dniem 15 sierpnia 1934 r. i 230 lokatą w korpusie oficerów zawodowych piechoty. 1 września 1934 r. przydzielony został do 20 pułku piechoty Ziemi Krakowskiej w Krakowie (dowódca płk Kazimierz Brożek) na stanowisko dowódcy plutonu.
W 1935 r. podjął studia na Wydziale Prawa Uniwersytetu Jagiellońskiego. W 1938 r. otrzymał awans na porucznika. 5 sierpnia 1939 r. wziął w Gorlicach ślub z Barbarą Fahrensperk-Stormke (córką Hieronima i Zofii z Prus-Niewiadomskich).

### W czasie II wojny światowej
Podczas kampanii wrześniowej 1939 r. dowodził kompanią przeciwpancerną 20 pułku piechoty Ziemi Krakowskiej, uzbrojoną w dziewięć 37 mm armat wzór 1936. Pułk wchodził w skład 6 Dywizji Piechoty (dow. gen. bryg. Bernard Mond) w formacji Armii „Kraków” (dow. gen. bryg. Antoni Szylling). Julian Krzewicki brał udział w walkach pod Pszczyną i Bieruniem. Zatrzymując atak niemieckich czołgów na swoim odcinku znalazł się na tyłach wroga. Gdy stracił całą załogę, broń i amunicję, w cywilnym ubraniu dotarł piechotą do Krakowa, a następnie kajakiem do Szczucina. Tam dołączył ponownie do swojego pułku i dalej walczył aż do kapitulacji. Według relacji por. Zbigniewa Borowiczki ze sztabu dywizji podany został do odznaczenia Krzyżem Srebrnym Orderu Virtuti Militari – dokumentacja została zniszczona i odznaczenia nigdy nie odebrał. Dostał się do niewoli niemieckiej pod Horyńcem-Zdrojem, ale uciekł z transportu na stacji kolejowej w Rzeszowie. Zamieszkał w Gorlicach w domu teściów podając się za nauczyciela.
W 1940 r. wszedł w skład kadry kierowniczej ZWZ, a w 1941 r. został Komendantem Obwodu Gorlickiego Armii Krajowej pod pseudonimem „Kruk”. Pracował w tym czasie w Biurze Aprowizacyjnym Zarządu Miejskiego. Tworzył partyzanckie oddziały, które gromadziły broń, organizowały pomoc dla ludności, prowadziły dywersję i akcje propagandowe. Gdy po zdradzie został zdekonspirowany Dowództwo Okręgu Krakowskiego AK skierowało go do objęcia funkcji Komendanta Obwodu Limanowskiego Armii Krajowej. Dowodzenie przejął pod ps. „Filip” we wrześniu 1943 r. Został też równocześnie dowódcą II batalionu 1 pułku Strzelców Podhalańskich AK.
Partyzantem AK była również jego żona Barbara – ps. „Wiesława”. Komendant „Filip”, wewnętrzny pseudonim „Szczepan”, w opracowaniach powojennych jest charakteryzowany jako oficer o wielkim poczuciu odpowiedzialności odważny, ale i rozważny. Walcząc z okupantem wykazywał bardzo dużą aktywność, podejmował profesjonalne wojenne decyzje i utrzymywał wysoki poziom bojowy i moralny partyzanckich oddziałów. Nigdy nie narażał jednak niepotrzebnie cywilnej ludności, ani partyzantów. Z wpisu do arkusza ewidencyjnego (nr 104 z 25.09.1945) wynika, że otrzymał Krzyż Srebrny Orderu Virtuti Militari – nie przeprowadził jednak weryfikacji odznaczenia i nigdy go nie odebrał. Stopień majora uzyskał 11 listopada 1944 r. (leg. wojsk. AE 0102181).

### Po wojnie
Po zakończeniu wojny Julian Krzewicki rozpoczął pracę jako urzędnik w PZU w Rzeszowie, potem w Gorlicach. W 1947 r. zapisał się do PPS. Po zjednoczeniu PPS i PPR nie kontynuował żadnej przynależności partyjnej. W 1950 r. został aresztowany przez UB. Więziony był w Gorlicach i w Krakowie. Torturowano go i bezzasadnie oskarżano. Po 1,5 roku więzienia, mimo uwolnienia w wyniku amnestii, nadal był prześladowany i szykanowany. Stał się zdecydowanym przeciwnikiem nowego systemu PRL i takim pozostał do końca życia. W 1956 r. otrzymał pełną rehabilitację i odszkodowanie za utratę zdrowia podczas pobytu w więzieniu i śledczych tortur. Pracował w gorlickim oddziale Wojewódzkiego Przedsiębiorstwa Hurtu Spożywczego do emerytury jako dyrektor handlowy.
Synowie: Jerzy (dr n. med. chirurg) – wnuki: Łukasz, Karolina (Romera) i Krzysztof (mgr inż. elektryk) – wnuki: Marcin, Monika, Maja, Urszula. Zmarł 11 sierpnia 1987 r. w Gorlicach. Jedną z ulic miasta nazwano imieniem majora Juliana Krzewickiego.

### Ścieżka Historyczno-Edukacyjna im. kpt. Juliana Krzewickiego
Stowarzyszenie Rekonstrukcji Historycznych 1 pułku Strzelców Podhalańskich Armii Krajowej stworzyło w 2014 r. wokół miejscowości Słopnice k/Limanowej i góry Mogielicy „Ścieżkę Historyczno-Edukacyjną 1. Pułku Strzelców Podhalańskich AK im. kpt. Juliana Krzewickiego”. Na 21 km. trasie znajduje się 12 punktów informacyjnych związanych z najważniejszymi wojennymi zdarzeniami w tych miejscach. Są tam duże tablice zawierające szczegółowe opisy i fotografie. Wiele z tych fotografii pochodzi z archiwum Juliana Krzewickiego.

### Album wspomnień i książka o Majorze Julianie Krzewickim
Wydawnictwo „Barbara” w 2017 r. wydało w oparciu o archiwalne zdjęcia Juliana Krzewickiego dodając do istniejących opisów fotografii liczne komentarze historyków, pracę Julian Krzewicki – Album wspomnień 1931–1939. Prezentuje ona oryginalne zdjęcia z okresu nauki w Szkole Podchorążych Piechoty w Ostrowi Mazowieckiej i służby w 20 pułku piechoty Ziemi Krakowskiej. 
W 2019 roku wydana została książka Małgorzaty Woźniak Major Julian Krzewicki ps. Kruk, Filip, Oficer 20 Pułku Piechoty Ziemi Krakowskiej, Komendant Obwodów ZWZ-AK Gorlice i Limanowa, ISBN 978-83-954255-0-9